# سايرون براون
سايرون موريس براون (بالإنجليزية: Ciaron Maurice Brown)‏ (مواليد 14 يناير 1998) هو لاعب كرة قدم محترف يلعب كمدافع لفريق أكسفورد يونايتد وفريق أيرلندا الشمالية لكرة القدم. بعد لعب كرة القدم خارج الدوري، وقع براون في كارديف سيتي في عام 2018 وظهر لأول مرة مع ليفينجستون خلال فترة إعارة في العام التالي.